# Horst Laubenthal
Horst Laubenthal, właśc. Horst Rüdiger Neumann (ur. 8 marca 1939 w Duderstadt) – niemiecki śpiewak operowy, tenor.

## Życiorys
Studiował w Monachium u śpiewaka operowego Rudolfa Laubenthala, adoptowany przez niego przybrał później jego nazwisko jako swój pseudonim sceniczny. Zadebiutował w 1967 roku na festiwalu mozartowskim w Würzburgu, wykonując partię Don Ottavia w Don Giovannim. Od 1968 do 1973 roku był członkiem zespołu opery w Stuttgarcie. W 1970 roku wykonał rolę Steersmana w Holendrze tułaczu na festiwalu w Bayreuth, a w 1972 roku jako Belmonte w Uprowadzeniu z seraju debiutował na festiwalu w Salzburgu. W 1973 roku został członkiem zespołu Deutsche Oper w Berlinie.
Zasłynął jako interpretator ról w operach W.A. Mozarta.